# لوك أسكيو
لوك أسكيو (بالإنجليزية: Luke Askew)‏ مواليد 26 مارس 1932 في ماكون، الولايات المتحدة - الوفاة 29 مارس 2012 في ليك أوسويغو، الولايات المتحدة، هو ممثل أمريكي بدأ مسيرته الفنية سنة 1967. امتدت مسيرته الفنية لأكثر من 43 عاما.

## الأعمال
- كول هاند لوك
- السائق البسيط
- أفضل لعبة لعبت على الإطلاق
- ميشين إمبوسيبول
- بونانزا

## روابط خارجية
- لوك أسكيو على موقع IMDb (الإنجليزية)
- لوك أسكيو على موقع ألو سيني (الفرنسية)
- لوك أسكيو على موقع أول موفي (الإنجليزية)
- لوك أسكيو على موقع قاعدة بيانات الأفلام السويدية (السويدية)
- لوك أسكيو على موقع إن إن دي بي (الإنجليزية)
- لوك أسكيو على موقع قاعدة بيانات الفيلم (الإنجليزية)
- لوك أسكيو على موقع كينوبويسك (الروسية)